# 700
Glej tudi: število 700
700 (DCC) je bilo prestopno leto, ki se je po julijanskem koledarju začelo na četrtek.

## Dogodki
- 1. januar